# إريك جيروم ديكي
إريك جيروم ديكي (بالإنجليزية: Eric Jerome Dickey) (7 يوليو 1961، ممفيس في الولايات المتحدة)؛ كاتِب، سيناريست، ممثل، شاعر وروائي أمريكي.

## روابط خارجية
- إريك جيروم ديكي على موقع IMDb (الإنجليزية)
- إريك جيروم ديكي على موقع إن إن دي بي (الإنجليزية)
- إريك جيروم ديكي على موقع كينوبويسك (الروسية)